# Pleiostachya
Pleiostachya là một chi thực vật có hoa trong họ Marantaceae, được Karl Moritz Schumann mô tả khoa học năm 1902.

## Phân bố
Các loài trong chi này là bản địa khu vực từ Trung Mỹ tới Ecuador và Colombia.

## Các loài
Ba loài hiện tại được công nhận lấy theo Plants of the World Online:
- Pleiostachya leiostachya (Donn.Sm.) Hammel, 1986: Costa Rica, Panamá.
- Pleiostachya pittieri Rowlee ex Standl., 1925: Tây bắc Colombia, Panamá.
- Pleiostachya pruinosa (Regel) K.Schum., 1902: Belize, Colombia, Costa Rica, Ecuador, El Salvador, Guatemala, Honduras, đông nam Mexico, Nicaragua, Panamá.